# Зарище
За́рище — село у Львівському районі Львівської області. Належить до Добросинсько-Магерівської сільської громади.

## Історія
Село Зарище до 1940 року були присілком села Глинськ. Інша застаріла назва Бердеги. Назва походить від слова «Бердо», що значить сторожа.
Якщо дійсно назва Бердеги і мала місце в цьому НП, то назва і корень її походить від слова «бер» тобто ведмідь.
Це вплив готських племен, що прийшли сюди у 3 ст.до Різдва Христового.

## Населення

### Мова
Розподіл населення за рідною мовою за даними перепису 2001 року:
| Мова       | Кількість | Відсоток |
| ---------- | --------- | -------- |
| українська | 79        | 100%     |